# Jelstrup Sogn
Jelstrup Sogn er et sogn i Hjørring Søndre Provsti (Aalborg Stift).
I 1800-tallet var Lyngby Sogn i Børglum Herred anneks til Jelstrup Sogn i Vennebjerg Herred. Begge herreder hørte til Hjørring Amt. Jelstrup-Lyngby sognekommune blev ved kommunalreformen i 1970  indlemmet i Løkken-Vrå Kommune, som ved strukturreformen i 2007 indgik i Hjørring Kommune.
I Jelstrup Sogn ligger Jelstrup Kirke.
I sognet findes følgende autoriserede stednavne:
- Bakholm (bebyggelse)
- Gølstrup (bebyggelse, ejerlav)
- Gølstrup Hede (bebyggelse)
- Hundelev (bebyggelse, ejerlav)
- Jelstrup (bebyggelse, ejerlav)
- Nørgårde (bebyggelse)